# Chiesa di San Sisto (Piacenza)
La chiesa di San Sisto è una chiesa cattolica situata a Piacenza e consacrata a San Sisto.

## Storia
La fondazione della chiesa è legata alla fondazione di un monastero benedettino femminile avvenuta nell'874 da parte dell'imperatrice Engelberga d'Alsazia, moglie dell'imperatore Ludovico II. Sfruttando il potere dell'imperatrice nei confronti del consorte, al nascente monastero vennero concessi vari possedimenti terrieri, nonché alcuni diritti su corsi d'acqua del piacentino. Il complesso comprendeva, oltre al monastero, una chiesa, consacrata a Gesù risorto e ai dodici apostoli e un ospizio. Negli anni immediatamente successivi alla fondazione Engelberga si occupò in prima persona della chiesa e del monastero, diventandone badessa nell'882 e ottenendo diverse reliquie, tra cui quelle di Barbara Nicomediense, che ebbe, a seguito di ciò, un particolare culto da parte piacentina. Nell'889 Engelberga morì venendo sepolta all'interno della chiesa.
Il monastero presentava all'epoca alcune peculiarità: si trattava infatti del primo monastero a sorgere all'interno della cinta muraria cittadina e non all'esterno nei pressi delle porte di accesso. Il monastero venne inoltre posto sotto la giurisdizione della diocesi di Milano, per garantirgli la massima autonomia nei confronti della gerarchia ecclesiastica piacentina.
Negli anni successivi la chiesa e il monastero conobbero un periodo di grande potenza sotto i punti di vista economico e politico, arrivando a godere di privilegi su diversi territori del nord Italia. La grande importanza fu una delle ragioni che portarono ad una serie di contese le quali, nel 1112, a seguito dell'intervento di Matilde di Canossa provocarono la concessione del monastero a monaci benedettini. Negli anni successivi a questa concessione benedettini e benedettine si alternarono più volte alla guida dell'ente fino a che questo non fu concesso definitivamente all'ordine maschile della comunità di San Roberto della Chaise-Dieu nel 1129.

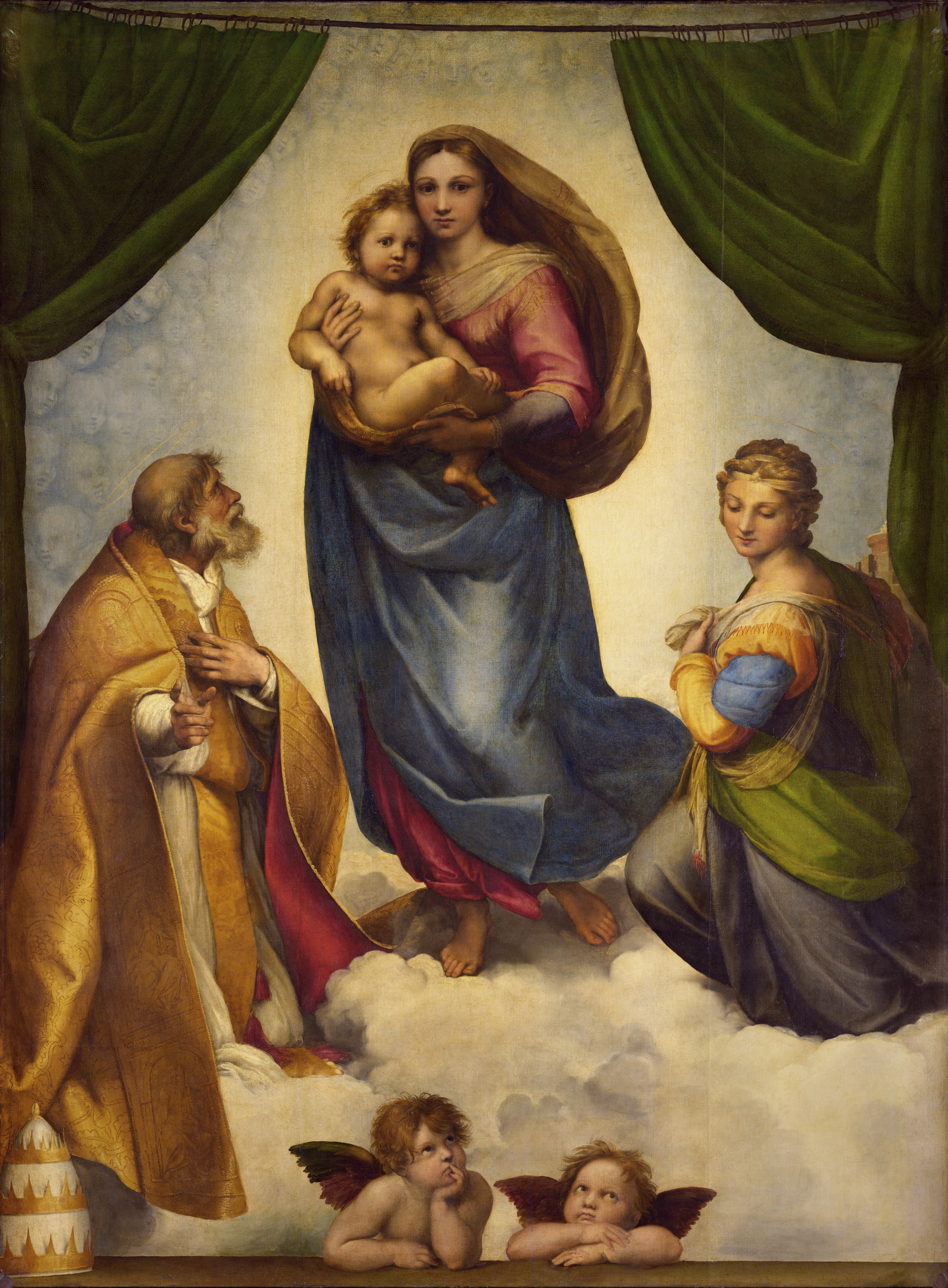
La Madonna Sistina di Raffaello, originariamente conservata nella chiesa e venduta dai monaci nel 1754

Ai monaci vennero confermate tutti i privilegi goduti dal monastero, tuttavia, durante i primi anni della loro gestione essi persero gradualmente buona parte dei territori, poi recuperati nel periodo dopo il 1185 in cui il monastero fu retto dall'abate Gandolfo. Al termine del suo abbaziato, tuttavia, San Sisto conobbe un periodo di crisi in cui fu soggetto alla volontà dei conti di Lavagna. Nel 1285 i monaci furono obbligati da papa Alessandro IV a lasciare il monastero: al loro posto subentrarono le suore di Santa Chiara che divennero in seguito suore di San Sisto e San Francesco.
I monaci riuscirono poi a riottenere la guida del monastero, con l'accordo di trasformarlo in commenda retta da un abate perpetuo o commendatario; questa organizzazione rimase fino al 1425, quando, nel mese di novembre, il monastero venne ai monaci osservanti benedettini della Congregazione di Santa Giustina di Padova. Immediatamente dopo aver ripreso possesso del complesso i monaci benedettini avviarono lavori dei lavori di ricostruzione. Alla fine del secolo venne ricostruita la chiesa, alla cui porzione superiore lavoro l'architetto piacentino Alessio Tramello. A quest'epoca risale la Madonna Sistina, dipinto di Raffaello che venne collocato all'interno della chiesa. L'edificio venne consacrato nel 1514, nonostante ciò i lavori di costruzione si prolungarono per diverso tempo e la facciata venne completata solo alla fine del Cinquecento. In questo periodo la chiesa fu particolarmente cara alla duchessa Margherita d'Austria, consorte del duca di Parma e Piacenza Ottavio Farnese, la quale venne sepolta all'interno della chiesa dopo la sua scomparsa.
Alla metà del XVIII secolo un'alluvione danneggiò parecchi dei terreni alle dipendenze del monastero e causò la necessità di finanziare opere di rinforzo degli argini del fiume Po; per fare fronte a questa necessità nel 1754 l'abate Benedetto Vittorio Caracciolo cedette la Madonna Sistina al principe elettore Augusto III di Sassonia, che la trasferì in Germania. Nel 1803, invece venne donato al governatore francese Moreau de Saint Méry il manoscritto del Salterio di Angilberga.
I monaci benedettini mantennero la chiesa fino al 1809, anno in cui essi vennero cacciati da Napoleone Bonaparte, il quale procedette anche alla confisca delle ricchezze di loro proprietà. In questa occasione, mentre il convento fu riadattato a caserma, la chiesa, che pur era stata brevemente utilizzata negli anni precedenti per alloggiare le truppe, mantenne la sua destinazione d'uso, diventando sede parrocchiale a discapito della chiesa di Santa Maria di Borghetto, la quale in precedenza era stata soggetta all'autorità degli abati di San Sisto. La conferma dell'istituzione della nuova parrocchia avvenne nel 1813 da parte del pontefice Pio VII.

## Descrizione

### Esterno

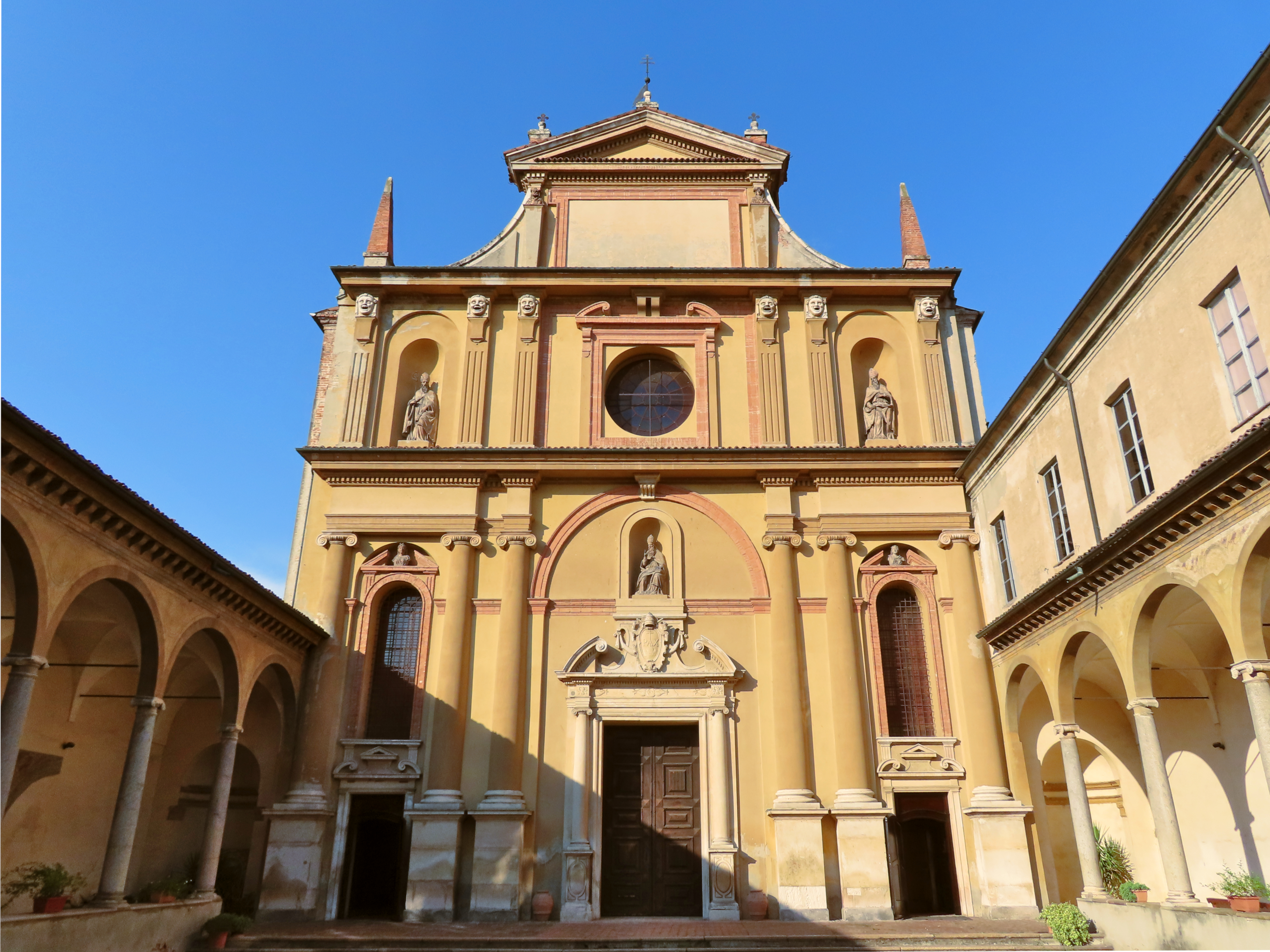
Facciata

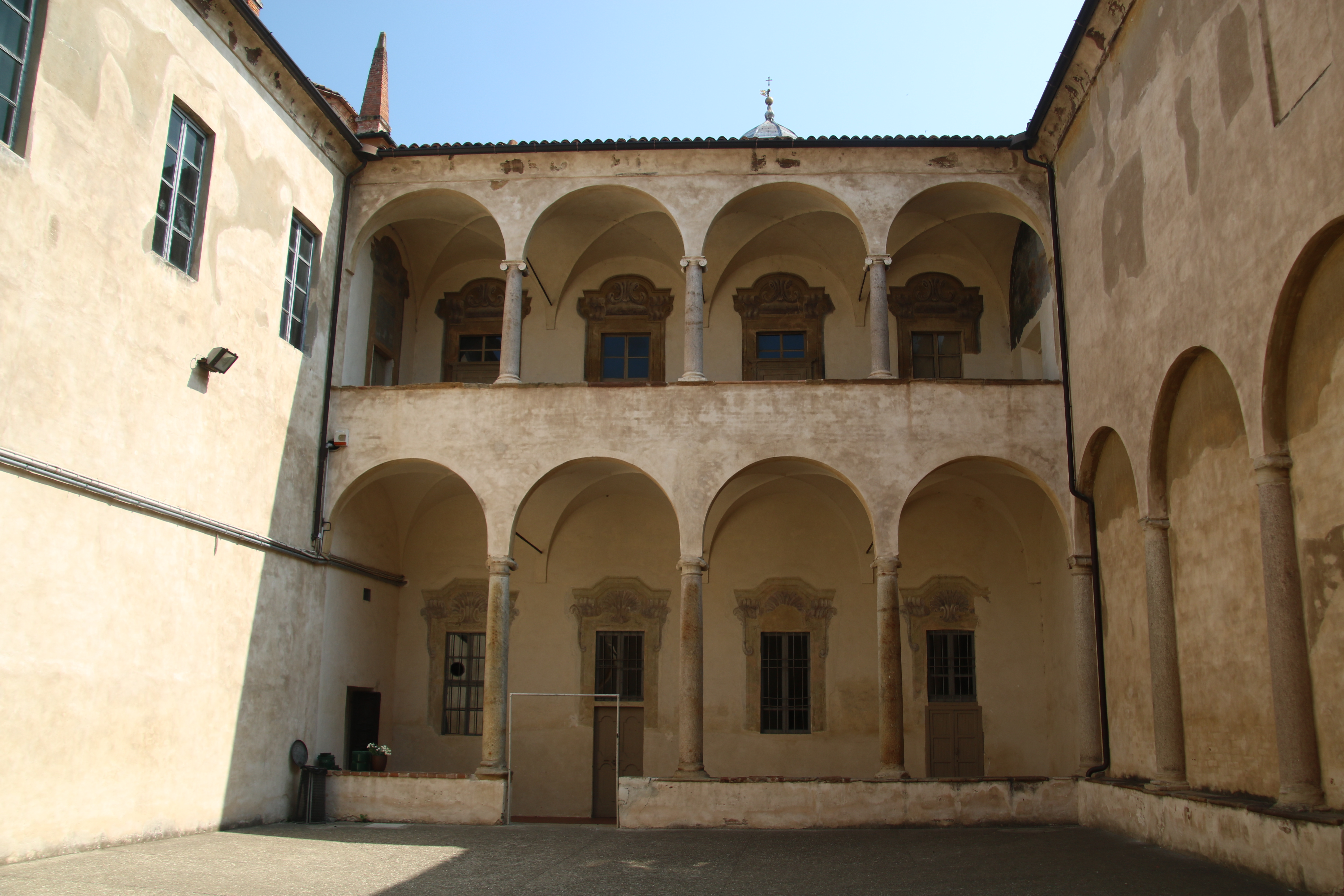
Chiostro

Si accede al complesso tramite un portale risalente al 1622, che dà su via San Sisto, che prende il nome dalla chiesa stessa. Il portale è a capanna, presenta un frontone interrotto e poggia su due colonne marmoree dotate di capitelli di ordine tuscanico. Nella chiave di volta si trova un mascherone realizzato in ghisa rappresentante un volto leonino.
Il portale permette l'accesso al chiostro triportico realizzato nel 1576. Il portico è rivolto verso la porzione interna del sagrato per mezzo di archi a tutto sesto che appoggiano su esili colonne marmoree dotate di capitelli di ordine ionico. Ognuna delle colonne si basa su di un basso muretto che chiude continuativamente la porzione inferiore del portico, le cui campate sono dotate di volta a crociera.
La facciata della chiesa, compiuta nel 1591, si presenta a vento. Tramite dei cornicioni orizzontali in aggetto si divide in due ordini sovrapposti, mentre sulla sommità si trova una vela di forma rettangolare, al cui interno è presente uno specchio incorniciato da una decorazione in cotto. La vela si esaurisce in un frontone e presenta ai vertici delle erme rappresentanti figure umane. La vela si ricollega all'ordine immediatamente inferiore per mezzo di puntoni curvi ai cui lati sono presenti guglie a forma di piramide.
Sia l'ordine superiore che quello inferiore sono tripartiti: quello superiore lo è per mezzo di lesene scanalate alla cui sommità si trovano mascheroni in pietra, mentre quello inferiore è tripartito tramite semicolonne che poggiano su alti basamenti e sono dotate di capitelli di ordine ionico i quali al loro volta reggono una trabeazione.
Il portale principale, posto in posizione centrale, è di forma rettangolare, realizzato in marmo bianco e presenta sui suoi lati due colonnine basate su ampi piedistalli che sostengono un frontone curvo. All'interno del frontone è presente uno scudo araldico recante la scritta PAX sopra al quale si trova, all'interno di una nicchia, una scultura raffigurante San Sisto. A incorniciare il portale è presente un arco cieco a tutto sesto realizzato in mattoni e con chiave di volta a voluta marmorea. Ai lati del portale maestro sono presenti due ingressi minori, anch'essi realizzati in marmo, inquadrati da colonne di ordine ionico binate le quali sostengono la trabeazione. Il frontone di questi portali è interrotto e è coronato per mezzo di un frontoncino. Sopra a entrambi i portali è presente una mensola che regge una cornice in mattoni.
Inquadrate dalle lesene binate poste ai vertici dell'ordine superiore si trovano, inserite in due nicchie, le sculture raffiguranti San Benedetto e San Germano. Al centro, invece, delimitato dalle lesene centrali, si trova il rosone, dotato di cornice quadrata realizzata in mattone a vista, il cui frontone, interrotto e concluso a volute, presenta al centro una grande mensola in pietra. Le pareti laterali sono caratterizzate dai volumi delle cappelle votive, mentre sul retro spiccano i volumi di abside e transetto, entrambi dotati di grandi finestre di forma rettangolare.

### Interno

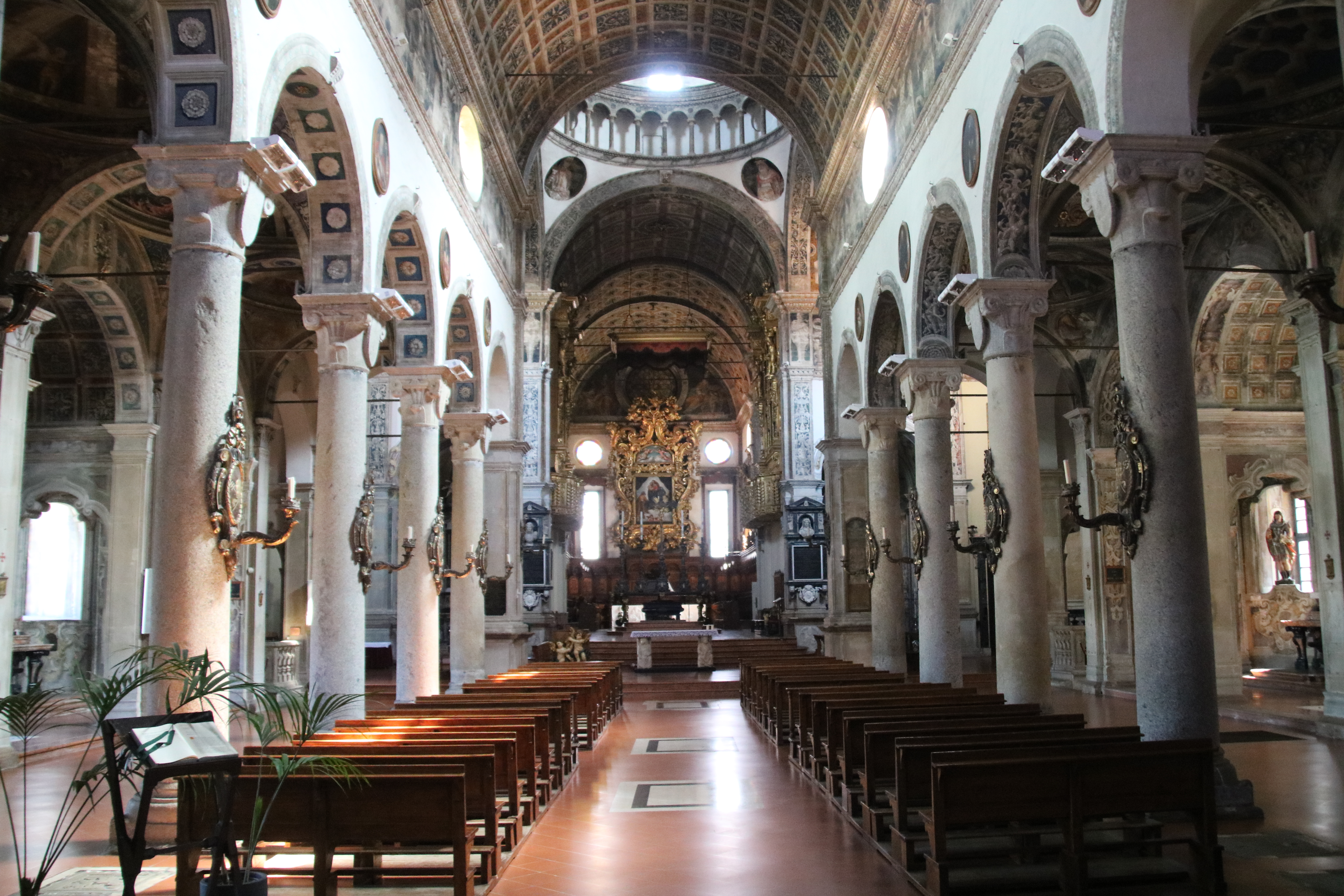
La navata centrale

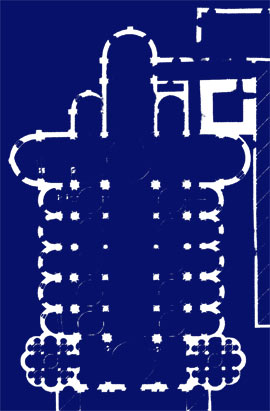
La pianta a croce latina

L'interno presenta una pianta basilicale a croce latina lunga 65 m e larga 30 m caratterizzata dalla presenza di tre navate, separate tra loro per mezzo di colonne realizzate in granito. La volta centrale a botte presenta due transetti a doppia cupola semisferica in luogo del classico tuburio. Il transetto posto sulla controfacciata finisce con due tempietti risalenti al XVII secolo con pianta a croce greca e piccoli absidi. All'incrocio tra i due transetti si trova la cupola, la cui galleria presenta nei peducci una serie di scultura colorate in terracotta raffiguranti Sant'Agostino, Sant'Ambrogio, San Girolamo e San Gregorio Magno.
La cupola del transetto d'ingresso si trova una serie di affreschi raffiguranti le Sibille completati nel 1517, opera del pittore reggiano Bernardino Zacchetti a cui si deve anche il fregio monocromo a sfondo blu che si sviluppa lungo tutta la volta con motivi floreali e allegorie. Nella navata mancina sono presenti una pala del XVII secolo opera di Giuseppe Nuvolone, una serie di affreschi dipinti da Antonio Campi tra il 1570 e il 1574, un San Giovanni Battista del 1587 opera di Alessandro Mazzola, il Redentore tra Sante realizzato nel 1729 da parte di Giovanni Battista Tagliasacchi, mentre nella navata di destra sono presenti una Madonna col Bambino e Santi opera di Sebastiano Novelli. Nel secondo transetto si trova il mausoleo della duchessa Margherita d'Austria, la cui realizzazione venne iniziata nel 1587 seguendo un progetto redatto da Simone Moschino e un Martirio di Santa Barbara dipinto nel 1598 da Jacopo Palma il Giovane.

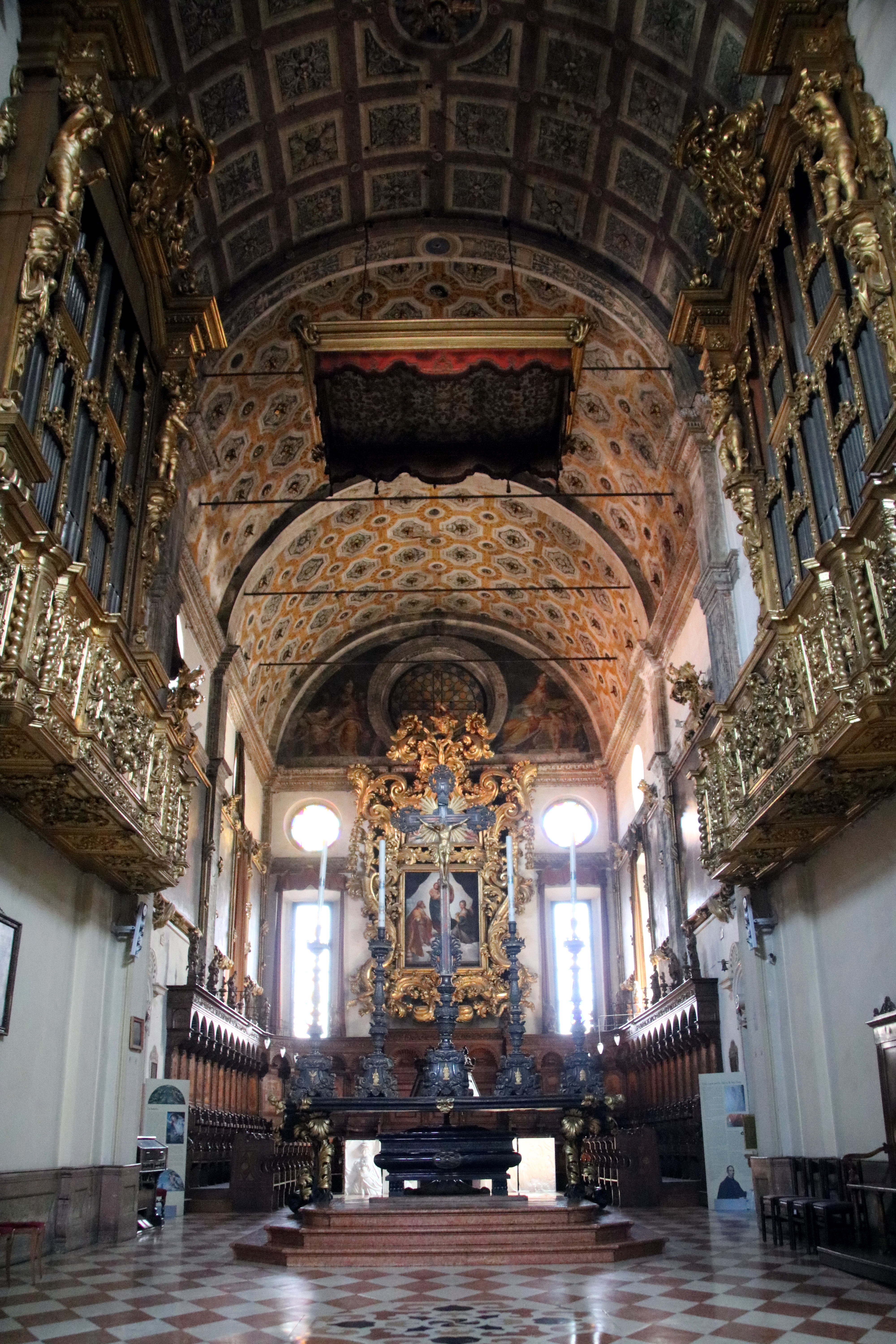
Presbiterio

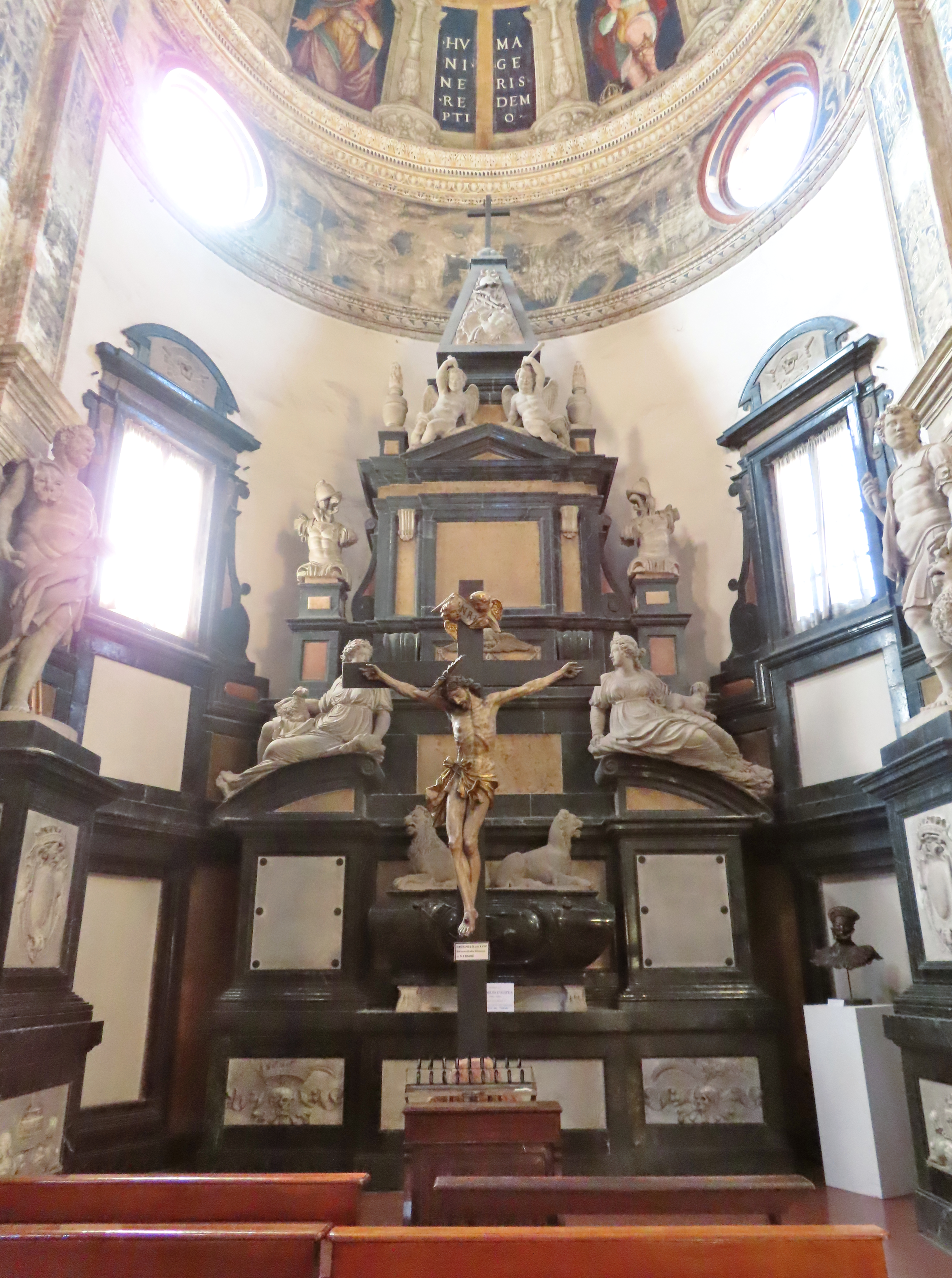
Mausoleo di Margherita d'Austria

Lateralmente rispetto al presbiterio sono presenti delle cappelle votive al cui interno si trovano tele del XVIII secolo realizzate dal pittore cremonese Angelo Borroni e dal pittore veneto Giovanni Battista Pittoni. All'interno del presbiterio, le cui dimensioni vennero ingrandite negli ultimi anni del XVI secolo, è presente un organo Facchetti realizzato nel 1545 e considerato il più antico della provincia di Piacenza, mentre l'altare, all'interno del quale si trova un'urna con le spoglie San Sisto, risale al 1698. Oltre a questi, sono presenti degli elementi in legno realizzati da Giovanni Sceti, a cui si deve anche una Madonna in legno del 1698, mentre sulle pareti si trovano una serie di dipinti risalenti al periodo compreso tra la fine del Cinquecento e i primi anni del Seicento opera di Paolo e Orazio Farinati (un San Benedetto resuscita un fanciullo e un 
Martirio di San Fabiano), Leandro da Ponte (un Martirio di Santa Caterina), Camillo Procaccini (una Strage degli innocenti) e Gian Paolo Cavagna (un Martirio dei Santi Sisto e Lorenzo). La pala d'altare è una copia della Madonna Sistina di Raffaello, originariamente presente all'interno della chiesa, opera forse del pittore piacentino Pietro Antonio Avanzini o del veneziano Giuseppe Nogari.
È poi presente un coro in legno a 54 stalli realizzato tra il 1514 e il 1528 dai parmensi Giovan Pietro Pambianchi e Bartolomeo Spinelli. Il coro è uno dei pochi esempi di tarsia risalenti al Cinquecento ad essere sopravvissuti; tra questi si trova la stessa chiesa di San Sisto vista dall’abside nonché un rigo musicale. Il complesso programma iconografico contiene diversi riferimenti filosofici e dottrinali. Il coro originariamente si trovava davanti all'altare, probabilmente sotto la cupola, e fu spostato in fondo all'abside, appositamente ampliato, solo nel 1576, nel periodo della controriforma.
La cripta, che si ritiene la porzione più antica dell'intero edificio ed è raggiungibile per mezzo di una scala elicoidale che permette l'accesso anche al campanile, che presenta una pianta a tre navate voltate a crociera, contiene un altare in marmo realizzato nel 1708 al cui interno si trova un'urna con reliquie dei Santi Fabiano e Sebastiano. La sacrestia venne realizzata tra il 1630 e il 1632 da parte di Pier Paolo e Maurizio Bergamaschi mediante l'ampliamento della preesistente; essa è decorata con stucchi opera tra il 1632 e il 1633 di Giovanni Angelo Galassini, mentre gli arredi in noce furono realizzati da Francesco Bazzani. Infine, nella canonica, nelle stanze che ospitarono l'appartamento dell'abate del monastero, sono presenti affreschi opera di Luigi Mussi e Antonio Contestabili.